# Kiki, el amor se hace
Kiki, el amor se hace is een Spaanse film uit 2016, geregisseerd door Paco León.

## Verhaal
De film volgt vijf koppels en hun zoektocht naar manieren om hun seksuele voorkeuren te integreren in hun liefdesleven. Paco en Ana willen hun verwaarloosde seksleven nieuw leven inblazen. Paloma is na een ongeluk in een rolstoel terechtgekomen en haar man José Luis probeert een oplossing te vinden voor de beperkingen waarmee ze nu moeten leven. Candela en Antonio willen ouders worden, maar het lukt haar tijdens de seks niet om een orgasme te krijgen. Álex probeert Natalia’s fantasieën waar te maken, terwijl zij twijfelt of hij haar ooit ten huwelijk zal vragen. Tot slot is er de alleenstaande Sandra die permanent op zoek is naar een man op wie ze verliefd kan worden.

## Rolverdeling
| Acteur            | Personage                                  |
| ----------------- | ------------------------------------------ |
| Natalia de Molina | Natalia Figueroa y Dos Sicilias            |
| Álex García       | Alejandro "Álex"                           |
| Paco León         | Paco                                       |
| Ana Katz          | Ana                                        |
| Candela Peña      | María Candelaria "Candela" Rodríguez Costa |
| Luis Callejo      | Antonio                                    |
| Mari Paz Sayago   | Paloma                                     |
| Luis Bermejo      | José Luis                                  |
| Alexandra Jiménez | Sandra                                     |
| Belén Cuesta      | Belén                                      |
| Maite Sandoval    | Maite                                      |

## Ontvangst

### Recensies
Op Rotten Tomatoes geeft 73% van de 15 recensenten de film een positieve recensie, met een gemiddelde score van 5,75/10.
De Volkskrant schreef: "Regisseur Paco León blinkt uit in het droog komische, de humor gedijt bij de fladderige vertelstructuur. Ideale film voor de zomeravond."

### Prijzen en nominaties
De film werd genomineerd voor vier Premios Goya.
| Jaar | Evenement                       | Categorie                | Genomineerde                                                                                  | Resultaat   |
| ---- | ------------------------------- | ------------------------ | --------------------------------------------------------------------------------------------- | ----------- |
| 2017 | Premios Goya (31ste uitreiking) | Beste vrouwelijke bijrol | Candela Peña                                                                                  | Genomineerd |
| 2017 | Premios Goya (31ste uitreiking) | Beste debuterend actrice | Belén Cuesta                                                                                  | Genomineerd |
| 2017 | Premios Goya (31ste uitreiking) | Beste bewerkt scenario   | Paco León, Fernando Pérez                                                                     | Genomineerd |
| 2017 | Premios Goya (31ste uitreiking) | Beste originele nummer   | Alejandro Acosta, Cristina Manjón, David Borràs Paronella, Marc Peña Rius, Paco León ("Kiki") | Genomineerd |